# Francisco Santpons
Francisco Santpons o Sanpons (en catalán: Francesc Santponç i Roca) (Barcelona, 1 de octubre de 1756 - abril de 1821) fue un médico e inventor español.

## Biografía
El abuelo de Santpons había sido boticario y su padre médico, él siguió la tradición familiar estudiando primero en Cervera y luego en Barcelona, Montpellier, Toulouse y París. 
Fue uno de los médicos destacados de Barcelona; uno de sus pacientes fue el astrónomo francés Méchain, quien sufrió un grave accidente en uno de sus viajes a Barcelona para determinar la longitud del metro. En 1804 fue nombrado vicepresidente de la Académica Médico-práctica de Barcelona, para la que realizó un estudio sobre los efectos terapéuticos de las aguas minerales. Ya en 1786 había realizado con Francisco Salvá un mapa topográfico de dichas aguas en Cataluña. Dos años antes Salvá y Santpons habían experimentado con el lanzamiento de globos aerostáticos en el Portal de l'Angel de Barcelona y, con Martí Franquès, estudiaron el «galvanismo»  o electricidad animal. Santpons mantenía correspondencia con sus homólogos franceses y fue galardonado por la  Sociedad Médica Parisiense por un estudio sobre la fiebre aftosa en niños de uno a tres o cuatro meses. Apoyo, además, los ensayos de inoculación contra la viruela en España a fines del siglo XVIII.
Durante la Guerra de la Independencia Española Santpons fue jefe de los servicios médicos del ejército (1808-1814).

### La mecánica y la máquina de vapor

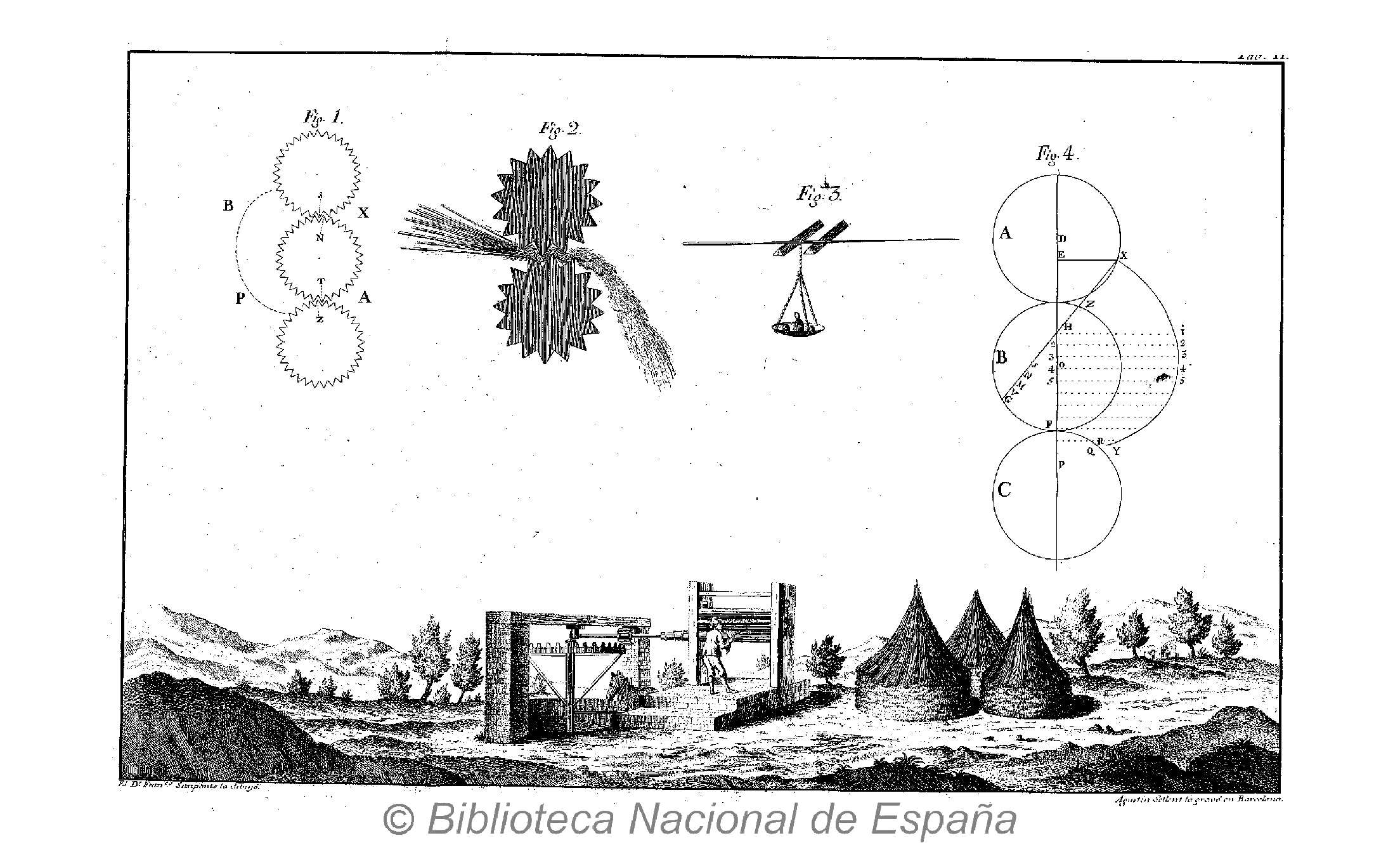
Máquina para agramar cáñamos y linos, grabado de Agustín Sellent sobre un dibujo de Francisco Santpons, ilustración de la Disertación sobre la explicación y uso de una nueva máquina para agramar cáñamos y linos inventada por los doctores en medicina Francisco Salvá y Campillo, y Francisco Sanponts y Roca, Madrid, en la Imprenta Real, 1784. Biblioteca Nacional de España.

Su inquietud intelectual lo acercó desde joven a otras disciplinas, con un espíritu eminentemente práctico. Junto a Salvá y con la asistencia del carpintero Pere Gamell una máquina para separar la fibra del lino y el cáñamo.
Entre 1804 y 1806, financiado por el empresario textil Jacint Ramon, Santpons encaró la construcción de tres máquinas de vapor para ser aplicadas en dicha industria. Comenzó dirigiendo la construcción de una Máquina de Newcomen, dependiente de la presión atmosférica para el movimiento del émbolo. Santpons tuvo que lidiar con una mano de obra preindustrial, compuesta por expertos artesanos (carpinteros o forjadores, entre otros) que, aunque capaces de sugerir numerosas mejoras al diseño, carecían de la habilidad necesaria para la producción de ingenios industriales modernos. Entre las fallas de la primera máquina de Santpons se destacaban la insuficiencia del mecanismo de regulación, el ruido excesivo y el alto consumo de carbón para su operación. A continuación se encaró un prototipo de una máquina de doble efecto según el modelo de James Watt, cuyas patentes acababan de caducar unos años antes. La mayor innovación fue el diseño de Santpons y Antoni Pujades de un registro de distribución del vapor
A continuación del prototipo se desarrolló una máquina operativa, aunque el mismo Santpons reconoció más tarde que seguía adoleciendo de problemas de diseño (demasiadas válvulas) y falta de precisión y resistencia en la construcción de las partes. Se aplicó como fuerza motriz de una máquina de hilar, pero, finalmente, parece haber sido utilizada solamente para el bombeo de aguas subterráneas, que se aplicaban a las ruedan hidráulicas preexistentes en las instalaciones de Ramon. La experiencia se vio suspendida por la invasión de las tropas napoleónicas.
Santpons fue miembro de la Real Academia de Ciencias Naturales y Artes de Barcelona y designado primero revisor (1789) y luego director (1799) de su Dirección de Estática e Hidrostática. En 1804 se hizo cargo de la cátedra de Matemáticas. y dos años después fue designado como primer director de la Escuela de Mecánica fundada por la Junta de Comercio de Barcelona, de eminente carácter aplicado. La Escuela fue inaugurada el 2 de enero de 1808 pero su actividad fue interrumpida por la invasión francesa de ese año y Santpons, como se ha mencionado, se integró a las fuerzas de la resistencia. Tras la guerra retomó su actividad docente y al año siguiente se hizo cargo de la sección de Mecánica de las Memorias de Agricultura y Artes de la Junta de Comercio.

## Obra
- Nuevo método de preparar los cáñamos y linos sin necesidad de maceración en aguas embalsadas ni corrientes en beneficio de la salud pública
- Descripción de una máquina muy ventajosa para limpiar puertos, puesta en ejercicio en el de Venecia, la cual se considera que puede ser utilísima en el de Barcelona
- Noticia de una nueva bomba de fuego. (1805)
- Sobre las Escuelas de Mecánica (1813)
- Sobre las reformas de la medicina militar (1813)
- Noticia sucinta del origen y progresos de la máquina de vapor. Memorias de Agricultura y Artes, 3 (1816), pp. 81-96 y 125-143.
- Navegación interior. Descripción de un barco movido por una máquina de vapor empleada en Inglaterra para la navegación de ríos y canales. Memorias de Agricultura y Artes, 4 (1817), pp. 89-96.

La Biblioteca de Reserva de la Universidad de Barcelona conserva unas veinte obras que formaron parte de la biblioteca personal de Santpons, y un ejemplo de las marcas de propiedad que identificaron sus libros a lo largo de su vida.